# Zenon Kurpios
Zenon Kurpios (ur. 2 stycznia 1930, zm. 23 czerwca 1972) – polski siatkarz, reprezentant Polski, medalista mistrzostw Polski, trener żeńskiej drużyny Gwardii Wrocław.

## Życiorys
Syn Andrzeja, urodzony w Koniecpolu pow. Radomsko. W 1946 r. wraz z rodzicami przeprowadził się do Głubczyc, gdzie w 1949 r. ukończył Liceum Ogólnokształcące im. Adama Mickiewicza. W 1953 r. został pracownikiem cywilnym Wojewódzkiego Urzędu Bezpieczeństwa Publicznego we Wrocławiu.

## Kariera sportowa
Był zawodnikiem Gwardii Wrocław, z którą zdobył wicemistrzostwo Polski w 1954 i 1955, brązowy medal mistrzostw Polski w 1953 i 1956. Od 1961 do 1963 był grającym trenerem Gwardii. W latach 1966–1968 prowadził żeńską drużynę Gwardii, ale w sezonie 1967/1968 spadł z nią do II ligi i zrezygnował z funkcji z przyczyn zdrowotnych.
W latach 1954–1957 wystąpił 47 razy w I reprezentacji Polski, m.in. na mistrzostwach Europy w 1955 (6. miejsce).
Siatkarką była także jego żona Stanisława i bracia żony Józef Śliwka i Jan Śliwka.
Jest pochowany na Cmentarzu Grabiszyńskim we Wrocławiu.